# 하나부사 요시쓰구
하나부사 요시쓰구(일본어: 花房幸次, 1581년 ~ 1641년)는 일본 에도 시대 전기에 활동했던 에도 막부의 하타모토이다. 빗추국 사루가케 령(猿掛領)의 2대 영주로, 제7대 야마다 봉행(山田奉行)을 역임하였다.

## 생애
덴쇼 9년(1581년), 당시 히젠국의 센고쿠 다이묘 우키타 나오이에의 가신이었던 초대 영주 하나부사 마사나리(花房正成)의 장남으로 태어났다. 아버지의 「요시(幸)」 1자를 하사받아 요시쓰구(幸次)라 이름하였다. 게이초 19년(1614년), 오사카 겨울 전투에서 도쿠가와 이에야스를 섬겼고, 이듬해의 게이초 19년(1615년)의 오사카 겨울 전투에서는 나가이 나오카쓰 부대 소속으로 종군하였다. 겐나 9년(1623년), 아버지 마사나리의 사망으로 가독을 상속하여 사루가케 령의 2대 영주가 되었다. 간에이 2년(1625년)에 실시된 검지(檢地)로 6천 석의 소령을 막부에 신고하였다. 간에이 3년(1626년)에는 고쓰카이반에 취임하였다.
간에이 8년(1631년), 야마다 부교로 전임되었고, 간에이 10년(1633년)에는 그 역직 수당의 영지로 이세국 내의 3천 석 소령을 추가로 받고 9천 석의 영주가 되었다. 그해 유키쓰구는 후타미 향(二見郷)을 이세 신궁에 기부하도록 쇼군 도쿠가와 이에미쓰에게 진언하였다. 시마국 도바 번주였던 구키씨(九鬼氏)가 지난해의 간에이 7년(1630년)에 다른 곳으로 전봉되면서, 그때까지 구키 가문이 횡령했던 6개 촌 내 2천 132석의 소령을 이세 신궁 소속의 소령으로 복귀시켰다. 나아가 전임 야마다 부교였던 오카다 요시아쓰(岡田善同)의 대부터 시작되었던 야마다 봉행소(奉行所)의 이전을 추진하였다. 이에 따라 간에이 12년(1635년)에는 와타라이군 아라타키 촌(有滝村)에서 고바야시 촌(小林村)으로 관청을 이전하였고, 이듬해의 간에이 13년(1636년)에는 선박 창고의 이전도 완료하였다.
간에이 18년(1641년) 4월 20일, 에도에서 61세의 나이로 사망하였다. 그해 요시쓰구를 기리는 공양비(供養碑)가 후타미 향에 세워졌다. 장남 요시유키(幸之)와 차남 요시시게(幸重)는 요시쓰구보다 앞서 사망하였기 때문에, 3남 요시마사(幸昌)가 그의 뒤를 이어 사루가케 령의 3대 영주가 되었다.

## 참고 자료
- 《관정중수제가보(寛政重修諸家譜)》, 권90